# Kenji Arima
Kenji Arima (有馬 賢二?, Arima Kenji; Kanagawa, 26 novembre 1972) è un allenatore di calcio ed ex calciatore giapponese, di ruolo attaccante, tecnico in seconda del Sanfrecce Hiroshima.

## Palmarès

### Club

#### Competizioni nazionali
- Japan Football League: 2

Yokohama FC: 1999, 2000